# Перловка (Мытищи)
Перло́вка — район города Мытищи Московской области, расположенный между МКАД, Ярославским шоссе и руслом Яузы. Включает микрорайоны 20, 21, 31 и 34 (частично). На северо-востоке соседствует с районом Тайнинка.
Назван в честь крупного промышленника и основателя чаефасовочной фабрики и династии русских предпринимателей Василия Перлова, который в середине XIX века создал на этом месте элитный дачный посёлок «Перловский».

## История
В середине XIX века Перловка принадлежала московскому предпринимателю, основателю фирмы «В. Перлов и сыновья» Василию Перлову. Его стараниями Перловка стала элитным дачным посёлком. Было построено около 80 дач. Заборов между ними не было: это считалось в ту пору дурным тоном. В каждом домике был душ и персональный туалет, на берегу реки Яузы были оборудованы купальни. Аренда домика была сопоставима с арендой жилья в центре города, но несмотря на это пользовалась большой популярностью. Чтобы снять там дом, люди платили аренду за 3 года вперёд.
В 1889 для обслуживания посёлка была открыта железнодорожная станция «Перловка» (ныне — «Перловская»). В 1892 году после смерти Василия Перлова, не имевшего детей, земельные владения перешли его братьям Ивану и Николаю. Николай в 1909 году оказался на грани разорения и продал посёлок Удельному ведомству, сохранив за семьёй лишь несколько домов. В 1910 году в Перловке насчитывалось около 200 дач.
В 1920-е дачи национализировали, появились общежития и дома для проживания рабочих московских и мытищинских заводов. К 1930 году число домов в Перловке превысило 400. В 1932 году посёлок вошел в состав Мытищ.

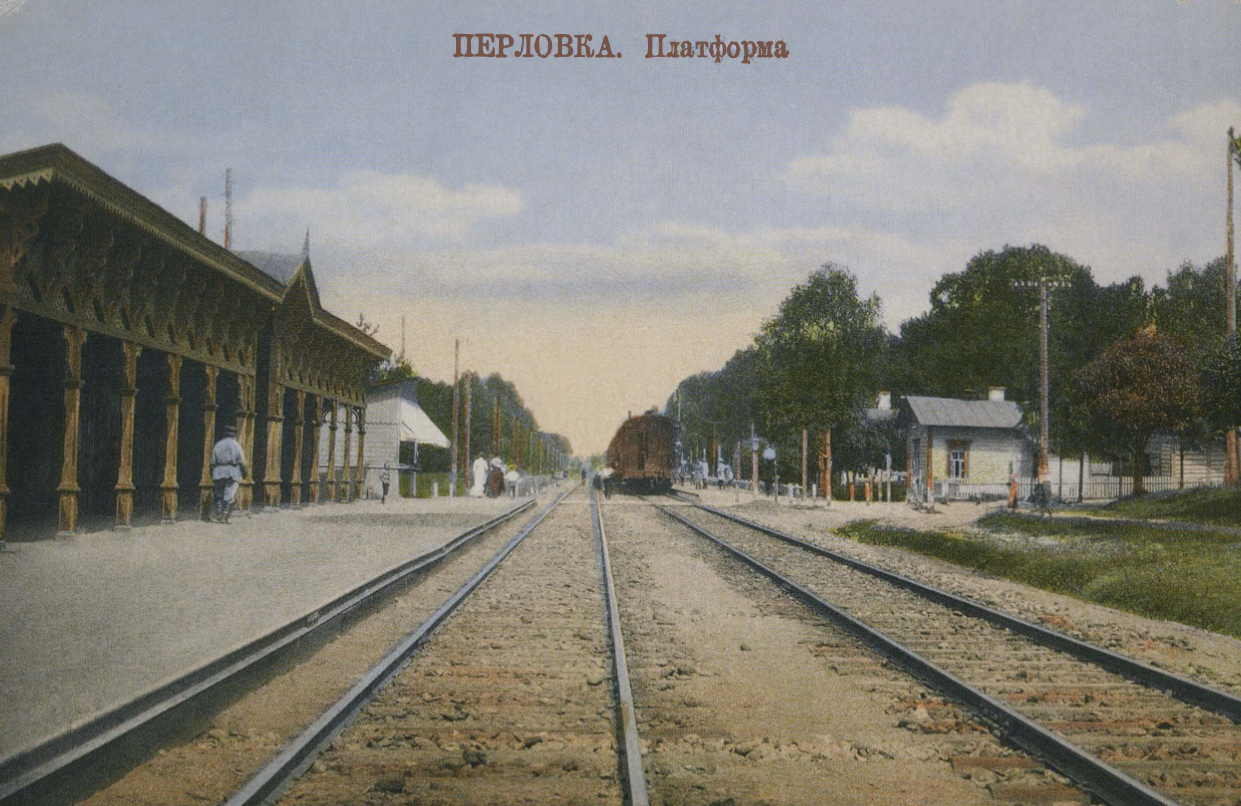
Платформа Перловка, 1912 год

В конце 1970-х годов деревянный вокзал и платформы в Перловке были уничтожены, однако много частных деревянных домов в стиле «модерн» сохранилось. Уникальная планировка была в части, застроенной дачами ещё при Перлове — те первые дачи не имели заборов и свободно стояли на общем участке.
До начала строительства кольцевой дороги к району относился Джамгаровский пруд и Перловское кладбище. На территории Перловки раньше также находилось Старое Перловское кладбище, располагавшееся на месте не так давно снесенного кинотеатра «Юность». Сейчас на этом месте разбит маленький сквер.
С середины первой декады XXI века в Перловке активно возводятся многоэтажные жилые дома. Большая часть территории района до сих пор находится в частном секторе, что отделяет Мытищи от Москвы некоторой зелёной зоной.

## Храм Донской иконы Божией матери

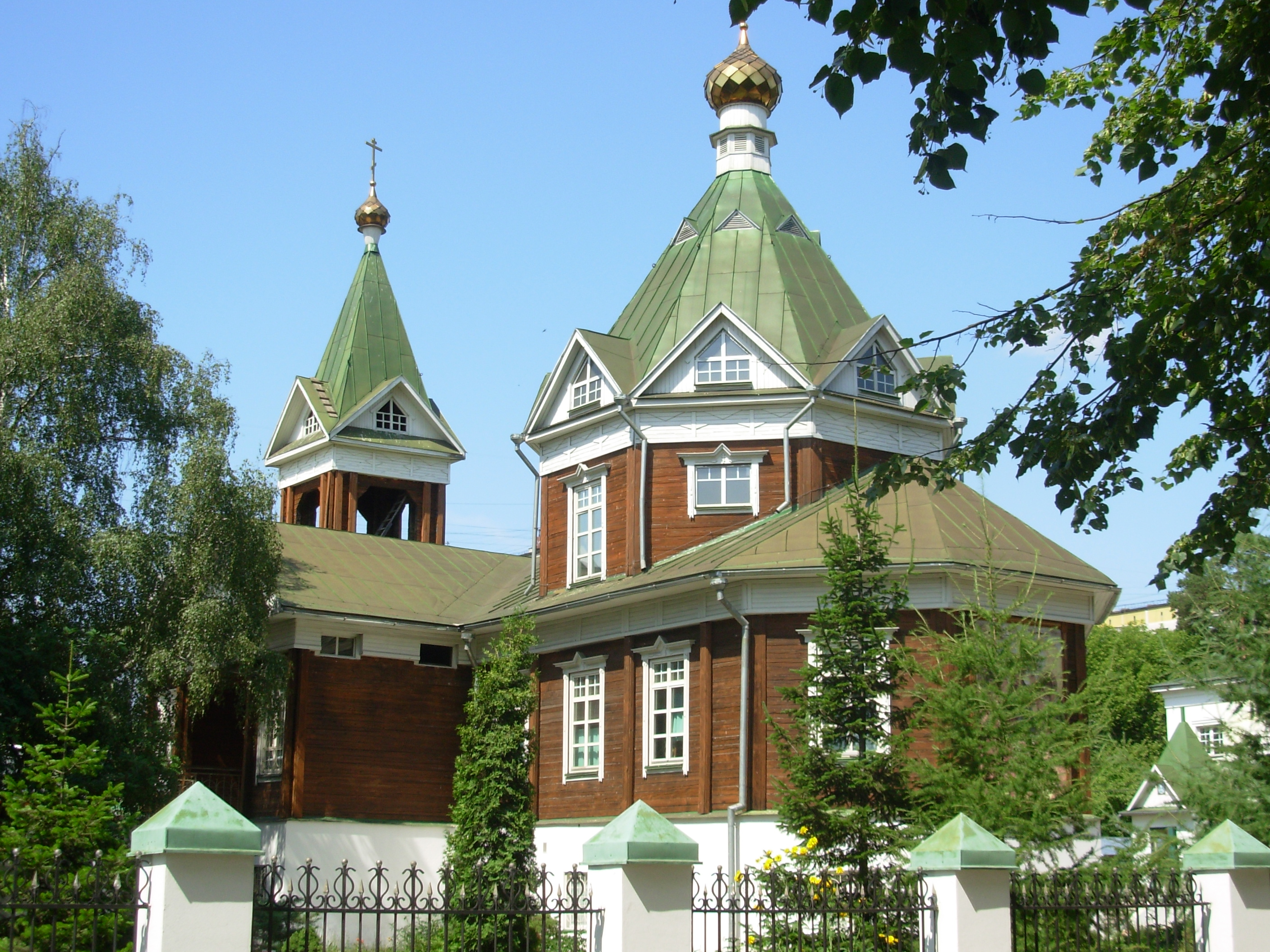
Современный храм Донской иконы Божией Матери в Перловке

Храм Донской иконы Божией Матери был заложен в сентябре 1895 года рядом с железнодорожной станцией. Строился с 1894 по 1899 годы на средства Ивана и Николая Семеновичей Перловых и был спроектирован архитектором Петром Павловичем Зыковым. 6 мая 1897 года, в день рождения Николая II, храм был освящён.
Известным настоятелем храма с 1921 по 1926 год был духовный композитор и протоиерей Георгий Извеков, 24 декабря 2004 года причисленный к лику новомучеников Российских.
В конце 1930-х годов храм был закрыт, здание перестроено и заселено квартирантами. В 1981 году церковь полностью уничтожена, остался только кирпичный фундамент.
11 октября 1994 года вновь создан и зарегистрирован ныне действующий православный приход в честь Донской иконы Божьей Матери в Перловке.
В 2014 году начато строительство нового Донского храма на прежнем месте. 1 сентября 2021 года был отслужен молебен в строящемся Донском храме.

## Летний театр
Летний театр построен в 1883 году. Он выполнял своё предназначение до 1909 года, когда Перловы продали посёлок государству. Театр арендовался несколько раз, служил складом, потом опять действовал. Сгорел в 1915 году. Сейчас на месте бывшей Театральной площади находится торговый комплекс «Перловский».